# Cișmichioi
Cișmichioi (in gagauzo Çeşmeköy, in russo Чишмикиой) è un comune della Moldavia situato nella Gagauzia di 5.054 abitanti al censimento del 2004.

## Società

### Evoluzione demografica
In base ai dati del censimento, la popolazione è così divisa dal punto di vista etnico:
| Etnia       | Abitanti | %     |
| ----------- | -------- | ----- |
| Moldavi     | 159      | 3,15  |
| Ucraini     | 39       | 0,77  |
| Russi       | 43       | 0,85  |
| Gagauzi     | 4.772    | 94,42 |
| Bulgari     | 25       | 0,49  |
| Rumeni      | 0        | 0     |
| Altre etnie | 16       | 0,32  |